# Jacek Arlet
Jacek Arlet (ur. 19 czerwca 1922 w Krakowie, zm. 13 listopada 2011 tamże) – polski koszykarz, związany z Wisłą Kraków, uczestnik mistrzostw Europy (1946, 1947).

## Życiorys
Był wszechstronnym sportowcem, uprawiał koszykówkę, siatkówkę, tenis stołowy i piłkę nożną. W latach 1937–1939 występował, jako bramkarz Wisły w lidze okręgowej oraz szczypiornista, występujący na lewym skrzydle.
Jako koszykarz wystąpił w latach 1946–1948 19 razy w reprezentacji Polski seniorów, m.in. dwukrotnie w mistrzostwach Europy. W 1946 zajął z drużyną dziewiąte miejsce. Nie wiadomo w ilu meczach wystąpił, zdobył 8 punktów w trzech meczach. W 1947 zajął wraz z kolegami szóste miejsce. nie wiadomo w ilu meczach wystąpił, zdobył 5 punktów w dwóch meczach. W barwach Wisły sięgnął po wicemistrzostwo Polski w 1947 i 1952 oraz Puchar Polski w 1952. Występ w finale Pucharu był dla niego 1000 w barwach Wisły (w meczach oficjalnych i nieoficjalnych). Zdobył także brązowy medal mistrzostw Polski w siatkówce (1946).
Ukończył studia prawnicze na Uniwersytecie Jagiellońskim w Krakowie. Po zakończeniu kariery sportowej był sędzią koszykówki, trenerem koszykarskiej kobiecej drużyny AZS Kraków, w 1964 był kierownikiem męskiej drużyny Wisły, która sięgnęła po mistrzostwo Polski w koszykówce. Był honorowym członkiem TS Wisła Kraków.

## Osiągnięcia
Drużynowe
- Wicemistrz Polski (1947, 1952)
- Zdobywca pucharu Polski (1952)
- Mistrz Spartakiady (1951)

Reprezentacja
- Uczestnik mistrzostw Europy (1946 – 9. miejsce, 1947 – 6. miejsce)